# Dom Wschodzącego Słońca (wieżowiec)
Dom Wschodzącego Słońca – wysokościowiec położony w Krakowie, przy ul. Bratysławskiej 2, o wysokości 65 metrów wraz z iglicami (55 metrów do szczytu elewacji), ma 17 kondygnacji. Składa się z dwóch osobnych części połączonych ze sobą dachem, ze wspólnym przyziemiem. Jest trzecim najwyższym budynkiem w Krakowie. We wnętrzu budynku znajdują się m.in.: hotel oraz punkty użyteczności publicznej. Jego powierzchnia użytkowa wynosi około 18 000 m².

## Historia
Budowa wysokościowca rozpoczęła się w 2001 roku i zakończyła się w 2002 roku. Inwestorem i wykonawcą budynku było przedsiębiorstwo B2 Studio, które zaprojektowało budynek w stylu postmodernistycznym, nawiązującym do kształtu piramidy. Nazwa budynku nawiązuje do amerykańskiej piosenki „The House of the Rising Sun”. Dom Wschodzącego Słońca jest najwyższym budynkiem mieszkalnym znajdującym się na terenie Krakowa.

## Architektura
Wysokościowiec Dom Wschodzącego Słońca wykonany jest w znaczej części z betonu, stali i szkła. Mury zewnętrzne budynku, pokryte są płytkami ceramicznymi w kolorze białym i szarym, natomiast dach jest wyłożony blachą. Konstrukcja dachowa, łącząca jedną cześć budynku z drugą, wykonana jest z dwóch stalowych pylonów i czterech poziomych stalowych belek.
Budynek mierzy wraz z iglicami 65 metrów wysokości oraz 55 metrów do szczytu elewacji. Posiada 17 kondygnacji. Budynek stworzony został w stylu postmodernistycznym, nawiązującym do kształtu piramidy. Składa się z dwóch osobnych części połączonych ze sobą dachem, ze wspólnym przyziemiem. Jest trzecim najwyższym budynkiem w Krakowie. Powierzchnia użytkowa wynosi około 18 000 m².

## Zastosowanie
Wysokościowiec Dom Wschodzącego Słońca pełni funkcje mieszkalne, usługowe i hotelowe. W budynku znajdują się 144 apartamenty i mieszkania o zróżnicowanym metrażu i układzie, z widokiem na panoramę Krakowa. Na parterze i pierwszym piętrze budynku znajdują się punkty usługowe, takie jak sklepy, restauracje, kawiarnie, salon fryzjerski, apteka, bankomat i poczta. Na drugim i trzecim piętrze znajdują się biura i gabinety lekarskie. Na czwartym i piątym piętrze mieści się hotel „Aspel”, oferujący 52 pokoje i apartamenty, salę konferencyjną, restaurację i bar. Na szóstym piętrze znajduje się taras widokowy, z widokiem na panoramę Krakowa.
W wysokościowcu nagrywano odcinki seriali takich jak: „Pitbull”, „Kryminalni” czy „Szpilki na Giewoncie”.